# 安日维尔
安日维尔（法語：Aingeville，法語發音：[ɛ̃ʒvil] ⓘ）是法国大東部大區孚日省的一个市镇，属于讷沙托区。

## 地理
安日维尔（48°12'25"N, 5°46'12"E）面积5.77 平方千米，位于法国大東部大區孚日省，该省份为法国东北部内陆省份，北起默兹省和默尔特-摩泽尔省，西接上马恩省，南至上索恩省和贝尔福地区省，东临上莱茵省和下莱茵省。
与安日维尔接壤的市镇（或旧市镇、城区）包括：马兰库尔、梅东维尔、圣旺莱帕雷、索尔叙尔-莱比尔涅维尔、于尔维尔、沃东库尔。

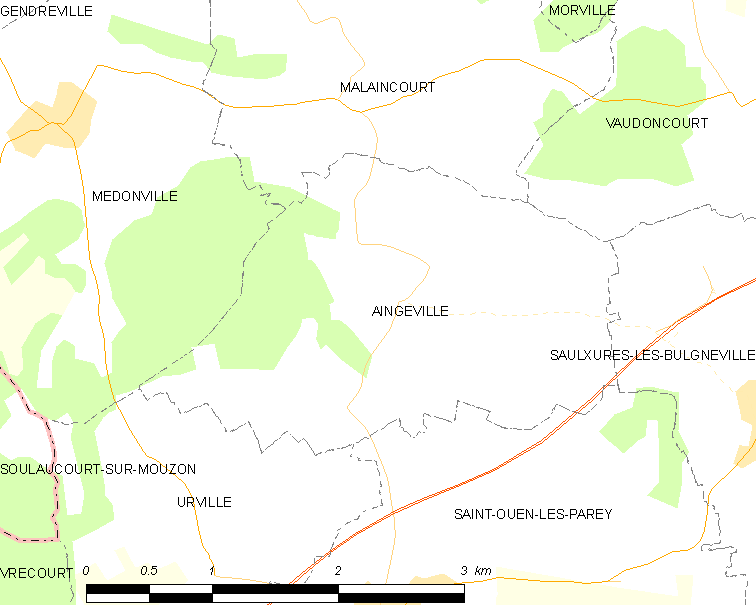
安日维尔的OSM定位图

安日维尔的时区为UTC+01:00、UTC+02:00（夏令时）。

## 行政
安日维尔的邮政编码为88140，INSEE市镇编码为88003。

## 政治
安日维尔所属的省级选区为维泰勒县。

## 人口

1962-2008年间安日维尔人口变化图示

安日维尔于2022年1月1日时的人口数量为61人。